# Siphona cuthbertsoni
Siphona cuthbertsoni là một loài ruồi trong họ Tachinidae.